# Attaque de Tin-Akoff
Insurrection djihadiste au Burkina Faso
Batailles
- Samorogouan
- Intangom
- Nassoumbou
- Ariel
- 1re Inata
- Loroni
- Gorom-Gorom
- Koutougou
- Arbinda
- Hallalé
- Markoye
- Dounkoun
- Boukouma
- 2e Inata
- Titao
- Opération Laabingol
- Namissiguima
- Madjoari
- Bourzanga
- Seytenga
- Gaskindé
- Tin-Ediar
- Tin-Akoff
- Aoréma
- Ougarou
- Namsiguia
- Noaka
- Koumbri
- Djibo
- Tawori
- Mansila
- Nassougou

Massacres
- Yirgou
- Solhan
- Karma
- Komsilga, Nodin et Soroe
- Bibgou et Soualimou
- Barsalogho

Attentats
- 1er Ouagadougou
- 2e Ouagadougou
- 3e Ouagadougou

L'attaque de Tin-Akoff a lieu le 20 février 2023 lors de l'insurrection djihadiste au Burkina Faso.

## Déroulement
Le soir du 20 février 2023, un détachement de soldats en garnison dans le village de Tin-Akoff est attaqué par des djhadistes de l'État islamique dans le Grand Sahara, venus du Mali,. De violents combats ont alors lieu. L'armée de l'air burkinabè intervient et effectue plusieurs frappes aériennes pour tenter de repousser les assaillants. Les militaires prennent la fuite et se replient sur Markoye. Selon l'État islamique, les combats n'ont duré que quarante minutes.

## Pertes
Des sources sécuritaires de l'AFP évoquent un bilan de 15 à 19 morts pour les militaires, sans compter plusieurs dizaines de disparus,. RFI fait état de 30 blessés. Libération indique pour sa part que selon des sources sécuritaires et humanitaires, le bilan pourrait s'établir jusqu'à une centaine de tués. Dans son hebdomadaire Al Naba, publié le 16 mars, l'État islamique affirme pour sa part avoir tué plusieurs dizaines de soldats et de miliciens.